# アーバンプレイス
アーバンプレイス（英: URBAN PLACE）は、富山県富山市の富山駅北口左正面に立地するオフィス、商業施設などが入る複合ビルである。

## 概要
北陸電力の子会社『北陸アーバン』により建設に着手され、1995年11月4日に上棟式が行われ、1996年7月1日にオープンした。富山市芸術文化ホール（オーバード・ホール）と隣接している。
『アーバンプレイス』の名称は、都会的な場所、建物という意味が込められている（1995年10月3日に決定）。
建物は第28回富山県建築賞に入選している。

## 建物諸データ
個別に出典が提示されているもの以外の出典は、右記のものを使用する。
- 規模 - 地上14階地下3階
- 高さ - 66.1 m[5]
- 構造 - 鉄骨鉄筋コンクリート造
- 建築主 - 北陸アーバン[3]
- 設計 - 日建設計名古屋事務所、三四五建築研究所、北電産業JV[3]
- 施工 - 鹿島建設北陸支店、前田建設工業北陸支店、佐藤工業北陸支店、日本海建興JV[3]
- 基準階面積 - 283.0坪（935.53 m2）
- 延床面積 - 8,522.03坪（28172.0 m2）
- 警備 - 機械警備・有人警備併用
- 駐車場 - 機械式・平面併用にて最大128台収容
- エレベーター数 - 5基
- 基準天井高 - 2600 mm
- 基準床荷重 - 300 kg/m2
- 空調 - 冷房、暖房共にフロア毎空調
- 建設費 - 155億円[2]

全国で3番目に熱供給プラントが設けられており、いたち川の河川水を使用し、温度差をヒートポンプで回収し、温水や冷水によって周辺地区のビルに供給する仕組みとなっている。

## テナント
開業当時は3、4階に入居した北陸電力エネルギー館『ワンダーラボ』をはじめ、レストラン、物販、飲食、クリニックなど18点が入居していた。
このうちワンダーラボは、ウィズコロナにおけるデジタル化の流れの中、富山県のみならず北陸3県の多くの次世代層にエネルギー教育を提供するためデジタル活用による活動に移行することになり、2023年2月26日を以て閉館した。